# Gunnar Helm (Synchronsprecher)
Gunnar Helm (* 11. Juni 1956 in Kühlungsborn) ist ein deutscher Synchronsprecher und Schauspieler.

## Leben und Wirken
Von 1973 bis 1976 besuchte er die Staatliche Schauspielschule Rostock.
Gunnar Helm war in Filmen wie z. B. Johann Sebastian Bach, Polizeiruf 110 (Folgen Der Fund, Tod durch elektrischen Strom) und Notruf Hafenkante (Folge Immer Ärger mit Nele) zu sehen.

## Persönliches
Seine Töchter Anne und Luise Helm sind ebenfalls im Synchron- und Schauspielbereich tätig.

## Sprechrollen (Auswahl)

### Filme
- 1987: … und morgen war Krieg – Gennadi Frolow als Stameskin
- 1993: Gilbert Grape – Irgendwo in Iowa – Johnny Depp als Gilbert Grape
- 1994: Police Academy 7 – Mission in Moskau – Charlie Schlatter als Cadet Kyle Connors
- 1995: Pocahontas – Christian Bale als Thomas
- 1999: Willkommen in Freak City – Rio Hackford als Dennis
- 2003: Das Geheimnis von Green Lake – Bruce Ramsay als Staatsanwalt
- 2005: Solange du da bist – William Caploe als Bill
- 2006: Maison Ikkoku – Akira Kamiya als Shun Mitaka
- 2009: Auf der anderen Seite des Bettes – Arsène Mosca als Goncalvo
- 2009: Hangover – Chuck Pacheco als Hotelgast beim Parkservice
- 2009: Hangover – Todd Phillips als Mann in Aufzug (Mr. Creepy)
- 2010: Takers – John Meier als Police Officer Jesse Chase #1
- 2011: Wasser für die Elefanten – Tim Guinee als Diamond Joe
- 2013: Inuk – Frederik Kristiansen als Ladenbesitzer
- 2014: Das Schicksal ist ein mieser Verräter – Sam Trammell als Michael Lancaster

### Serien
- 1992: Kickers – Yuu Mizushima als Simon
- 1992: Kickers – Eiko Yamada als Viktor
- 1992: Kickers – Bin Shimada als Carlo
- 1995: Ein Supertrio – Yoshito Yasuhara als Toshi Utsumi
- 1996: Missis Jo und ihre fröhliche Familie – Nobutoshi Kanna als Dan Keen
- 1996–1998: Star Trek: Raumschiff Voyager – Raphael Sbarge als Michael Jonas
- 2006: Ghost Whisperer – Stimmen aus dem Jenseits – Nelson Mashita als Dr. Dennis Nakamura
- 2008: Ghost Whisperer – Stimmen aus dem Jenseits – Javi Mulero als Sam Asher
- 2008: Dead Like Me – Greg Kean als Clancy Lass
- 2008: Transformers: Animated – Corey Burton als Collosus Rhodes (klein)
- 2008: Transformers: Animated – Brian Posehn als Nino Sexton / Nanosec
- 2009: Ghost Whisperer – Stimmen aus dem Jenseits – Jamison Yang als Dr. Chin

## Filmografie (Auswahl)
- 1977: Trini
- 1985: Johann Sebastian Bach
- 1988: Froschkönig
- 1989: Polizeiruf 110: Der Fund
- 1990: Polizeiruf 110: Tod durch elektrischen Strom
- 1990: Der Eindringling
- 1990: Der Drache Daniel
- 1990: Alter schützt vor Liebe nicht (Fernsehfilm)
- 2005: Pastewka (Fernsehserie, Folge Der Flohmarkt)
- 2006: Neandertal
- 2009: Notruf Hafenkante (Fernsehserie, Folge Immer Ärger mit Nele)
- 2011: Ein mörderisches Geschäft
- 2021: Du sollst nicht lügen (Miniserie)
- 2022: Die Heiland – Wir sind Anwalt (Fernsehserie, Folge Täter, Opfer, Mieter)
- 2022: SOKO Wismar (Fernsehserie, Folge Brötchen holen)
- 2024: Ostsee für Sturköppe

## Hörspiele
- 1990: Lew Lunz: Die Stadt der Gerechtigkeit (Junger Soldat) – Regie: Peter Groeger (Hörspiel – Funkhaus Berlin)
- 1992: Heinrich Traulsen: König und Besenbinder (Emrich) – Regie: Peter Groeger (Kinderhörspiel – DS Kultur)

## Hörbücher
- 2021: Bernhard Aichner: Dunkelkammer. der Hörverlag, ISBN 978-3-8445-4191-5 (u. a. gemeinsam mit Cathlen Gawlich & Steffen Groth)